# Olzai
Olzai (Ortzài o Orthài in sardo) è un comune italiano di 758 abitanti della provincia di Nuoro, nella regione della Barbagia di Ollolai

## Geografia fisica

### Territorio
Il territorio è principalmente montuoso di origine granitica, l'abitato si trova al centro di un vasto e naturale anfiteatro montuoso che partendo da Nord con "S'Ispiliu" (alt. 758 m) continua verso Est con "Eliai" (alt. 851 m) - "Nodu Fasolu" (alt. 920 m) - "Fronte Oroniai" (alt. 905 m) - Monte "San Sebastiano" (alt. 1038 m) - "Nodu Gosolodine" (alt. 961 m) - Punta "S'Asisorgiu" (alt. 1127 m) - "Pala Lepazzai" (alt. 1076 m) - Monte "San Basilio" (alt. 1017 m) e finisce con avvallamenti a Sud nelle regioni "Su Cannisone" (alt. 574 m) e "Pala de Laro" (alt. 463 m).
È territorialmente coinvolto nel Parco nazionale del Golfo di Orosei e del Gennargentu. Conserva la storica chiesa di Santa Barbara, la casa-museo del pittore Carmelo Floris e un mulino ad acqua recentemente ristrutturato in modo mirabile. All'interno del paese è inoltre notevole l'opera di canalizzazione del piccolo fiume che, dopo l'alluvione del primo decennio del Novecento, fu incanalato in un letto lastricato in pietra e molto largo, ai cui bordi sorgono due strade distinte collegate da stupendi esempi di ponte ad arco in pietra. Olzai fa parte inoltre fin dalla sua istituzione avvenuta nel 2008 dell'unione dei comuni di "Barbagia" insieme a Gavoi, Lodine, Ollolai, Oniferi, Ovodda, Sarule e Tiana. Un comprensorio che in un raggio di pochi chilometri raggruppa un territorio di circa 10 000 abitanti, con peculiarità e punti di attrazione di particolare interesse storico, artistico e culturale, caratterizzato soprattutto dalla tipicità dei prodotti offerti sia nel settore alimentare che artigianale.

## Origini del nome
Il suo nome potrebbe derivare dalla voce fenicia "Hol" "Hoel" (territorio, dimora del mio pellegrino) secondo il teologo e linguista Giovanni Spano; oppure da "Iolai" secondo Francesco Corona.

## Storia
Come dimostrano i numerosi ritrovamenti di nuraghi, dolmen e menhir, si presume che il territorio di Olzai, fosse abitato sin dal periodo prenuragico e nuragico. Nel Medioevo appartenne al Giudicato di Arborea e fece parte della curatoria della Barbagia di Ollolai.
Dieci abitanti di Olzai (in quel tempo chiamato Oltai) risultano tra i firmatari del famoso trattato di pace tra la Giudicessa Donna Eleonora d'Arborea del Giudicato d'Arborea e Giovanni I d'Aragona Re del "Regnum Sardiniae et Corsicae" e Sovrano della Corona d'Aragona. L'atto fu firmato il 24 gennaio 1388 dai rappresentanti istituzionali dello stato, dai rappresentanti delle ville, i "majores de villa" e i "juratos" di tutti i villaggi del giudicato, in numero proporzionale all'importanza di ciascuna villa. Gli olzaesi furono rappresentati dal "Majore" Antonio Contona assieme a 4 "juratis" e 5 "habitatoribus".
Questo trattato durò poco e dopo varie battaglie, tra cui quella di Sanluri, passò dalla Curatoria di Ollolai al Marchesato di Oristano dell'ex comandante arborense Pietro Cubello (1410), restando abbastanza indipendente anche quando passò al Regno di Sardegna il 17 agosto 1420, giorno in cui finì per sempre il Regno di Arborea venduto per 100.000 fiorini d'oro dall'ultimo Giudice Guglielmo III di Narbona al Re Alfonso V di Aragona. Estinti i Cubello, Leonardo Alagon reclamò il Marchesato ma dopo la battaglia di Macomer (1478) venne deportato in Spagna e Olzai finì sotto la completa dominazione aragonese del viceré Nicolò Carroz e agli inizi del Cinquecento passando al nipote Pietro Maza de Lizana fu unito al feudo di Mandas.
Fu con l'ultimo dei feudatari di Valencia - Don Pedro Maza Ladron y Mendoza - che, il 23 dicembre 1614, il Re Filippo III di Spagna elevò il Feudo a Ducato, l'unico concesso fino a tutto il Seicento. Il Ducato di Mandas, uno dei più vasti feudi dell'isola, comprendente diversi villaggi, era costituito dall'accorpamento della Curatoria di Seurgus (Mandas, Isili, Siurgus Donigala, Nurri, Escalaplano, Orroli, Escolca, Serri, Gergei, Villanovatulo), della Baronia di Sicci (Dolianova), della Barbagia di Seulo (Esterzili, Seulo, Sadali, Ussassai, Seui), della Barbagia di Ollolai (Fonni, Ollolai, Gavoi, Olzai, Lodine, Ovodda, Mamoiada) e del Marchesato di Terranova in Gallura (Olbia).
Dopo la Guerra di successione spagnola e del trattato dell'Aja, il Regno di Sardegna l'8 agosto 1720 passò a Vittorio Amedeo II primo Re di casa Savoia. In quel periodo il Duca di Mandas (a cui apparteneva Olzai) era don Juan Manuel de Zuniga y Castro che terrà il feudo per ben 61 anni, dal 1686 al 1747.
Al 1746 risale la relazione della visita che l'intendente generale della Sardegna Francesco Giuseppe Conte De Viry compì quell'anno nelle diverse regioni dell'isola, le "Ville" della Barbagia di Ollolai contavano allora il seguente numero di abitanti: Fonni 1402, Mamoiada 1106, Gavoi 873, Ovodda 810, Olzai 800, Ollolai 580, Lodine 86.
Con l'Editto delle Chiudende (che dava a chiunque fosse in possesso di terre la facoltà di recintarle) i Savoia decisero di modificare l'assetto della proprietà fondaria della Sardegna, caratterizzato dalla larghissima estensione delle terre pubbliche usate da tutta la popolazione rurale, legata per motivi di sussistenza all'arcaico sistema dell'uso comune della terra e alla pastorizia brada. L'Editto permetteva l'assegnazione delle terre alla popolazione locale, anche se di fatto, per vari motivi, vennero riscattate per la quasi totalità dai nobili del paese.
A questo periodo risale la più celebre delle poesie di Diego Mele intitolata "In Olzai non campat pius mazzone" che, attraverso un linguaggio metaforico e assai criptico, il sacerdote-poeta prende le difese dei contadini e dei pastori.
Il Rettore Mele, nato a Bitti, arrivò ad Olzai nel 1836 e vi rimase fino alla morte avvenuta nel 1861 anno dell'Unità d'Italia.
Secondo il Dizionario generale geografico-statistico del 1855, gli olzaesi erano 1157 riuniti in 288 famiglie che abitavano in 285 case.

### Simboli
Lo stemma e il gonfalone del comune di Olzai sono stati concessi con decreto del 27 novembre 2009.
Il gonfalone è un drappo di giallo.

## Monumenti e luoghi d'interesse

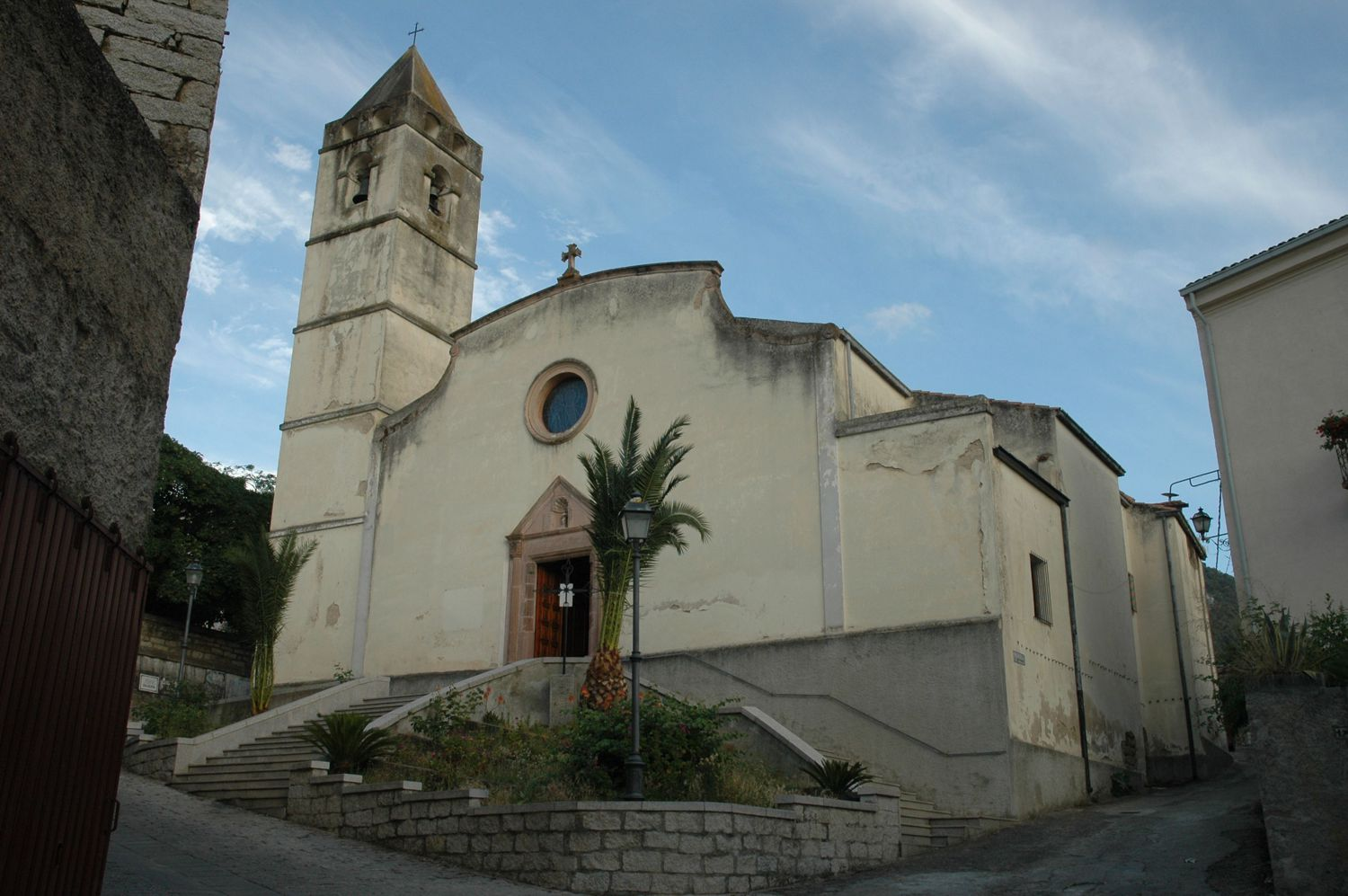
Chiesa di San Giovanni Battista

### Architetture religiose
- Chiesa San Giovanni Battista, dal 1738 chiesa parrocchiale
- Chiesa Santa Barbara
- Chiesa Sant'Anastasio
- Chiesa Arcangelo Gabriele

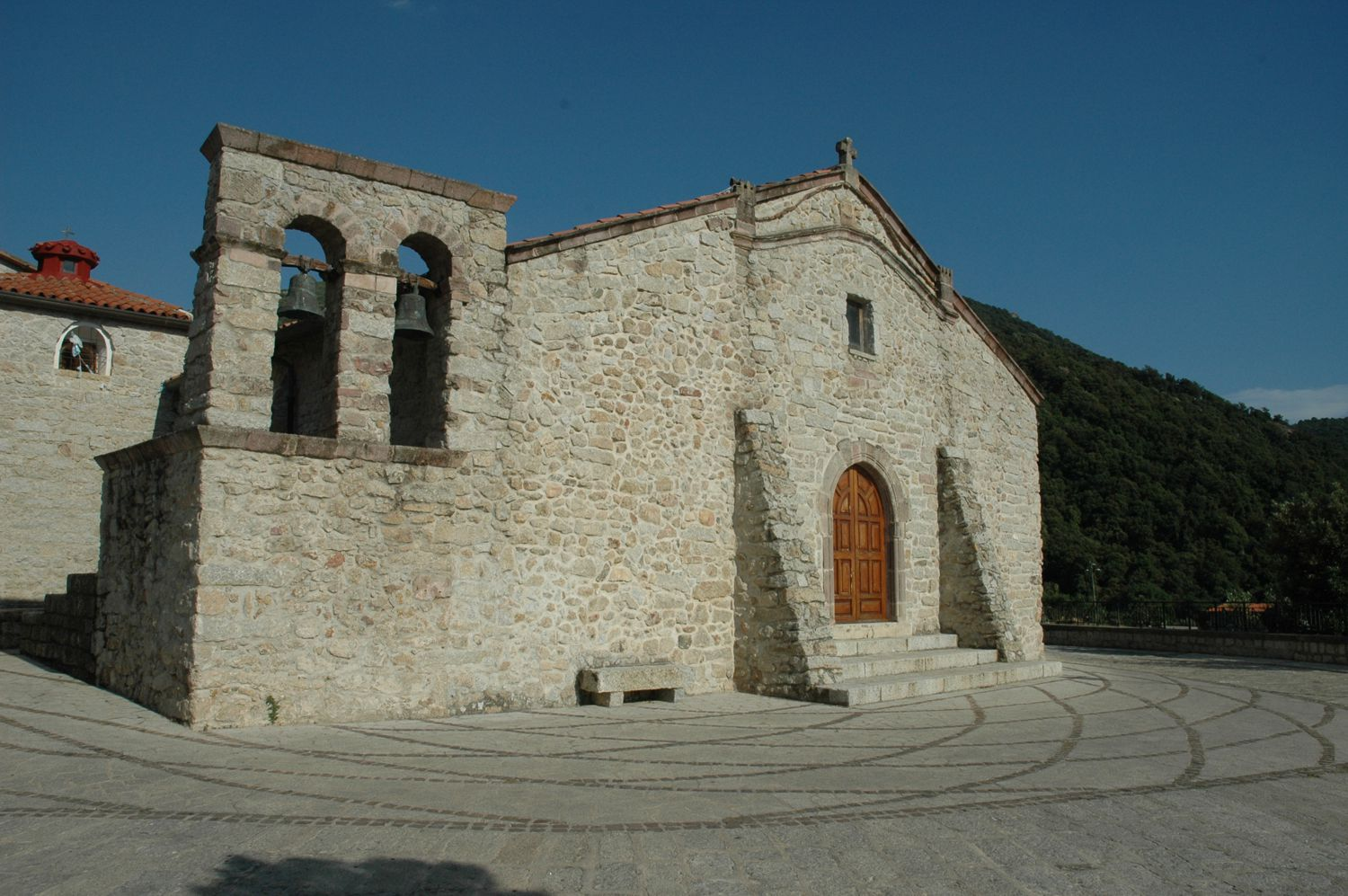
Chiesa di Santa Barbara
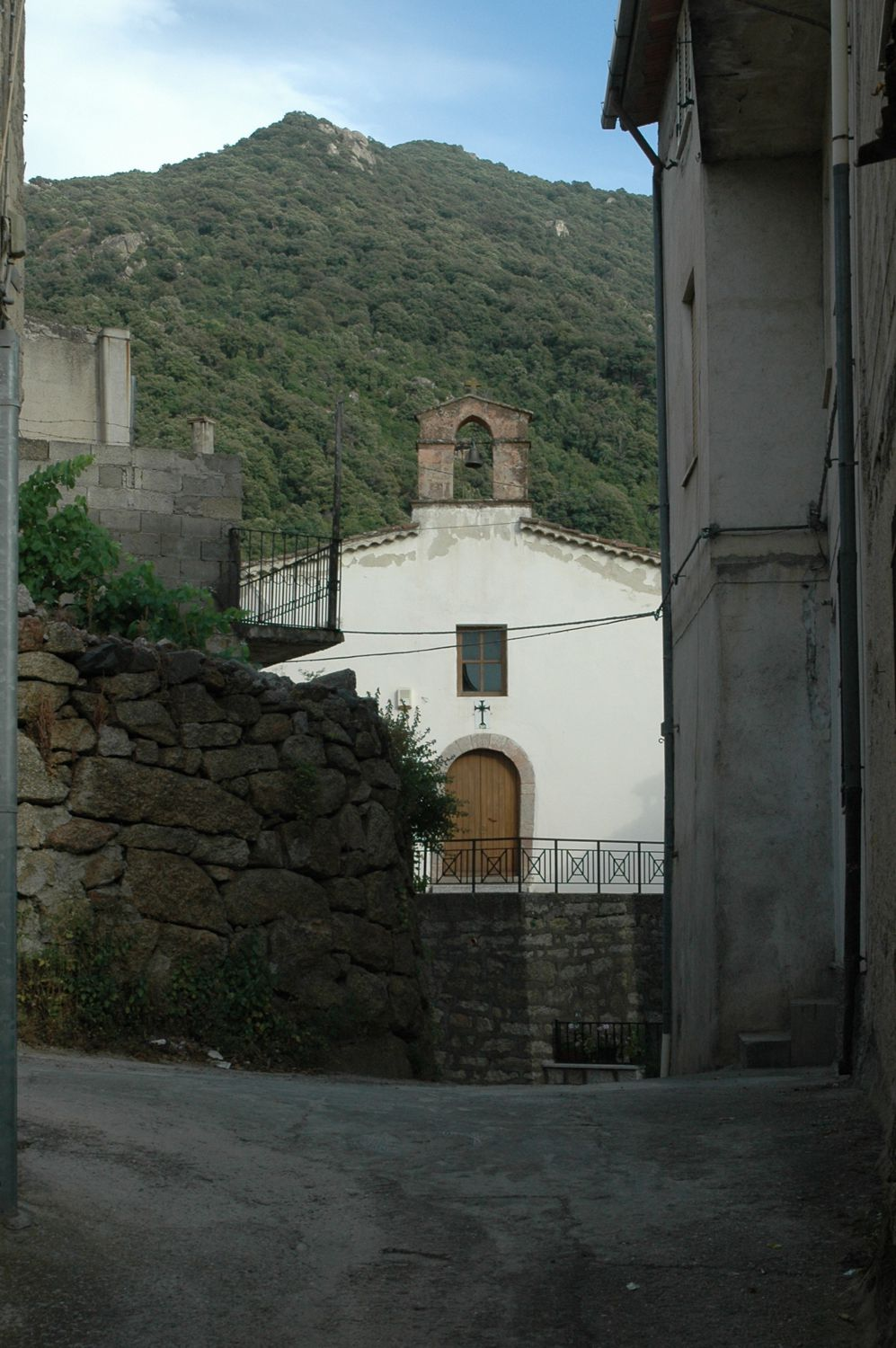
Chiesa di Sant'Anastasio
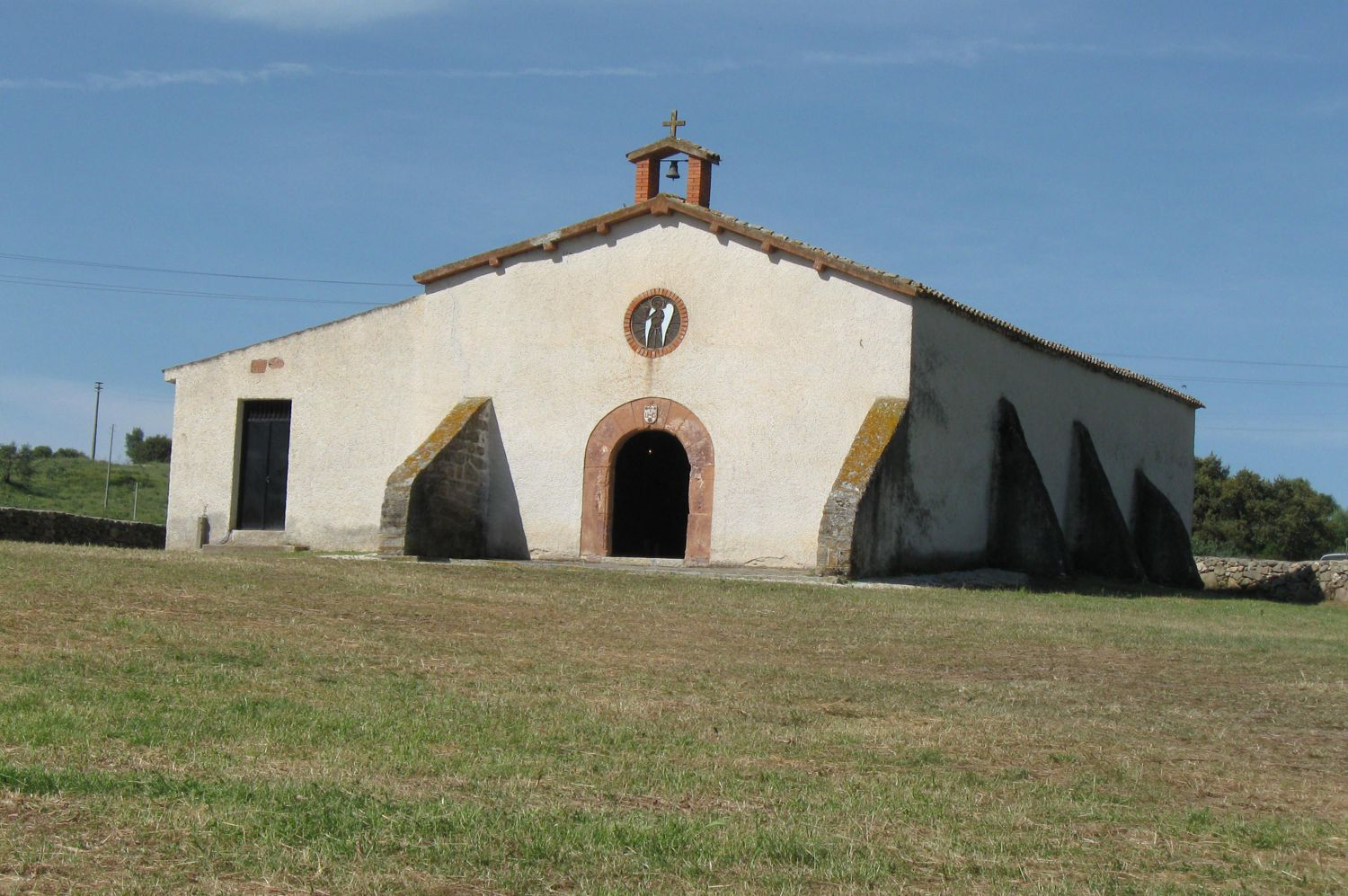
Chiesa dell'Arcangelo Gabriele

### Nuraghi
Dei 17 nuraghi situati nel territorio di Olzai e catalogati ai primi del 900, soltanto 11 figurano anche nelle carte topografiche dell'Istituto Geografico Militare di Firenze. Qui di seguito l'elenco dei nomi con le relative coordinate geografiche:
- Nuraghe Ludorioe ---- 40°12'3"N 9°8'45"E
- Nuraghe Lenuie ---- 40°11'55"N 9°8'13"E
- Nuraghe Comiddo ---- 40°11'30"N 9°5'44"E
- Nuraghe Sorghiddai ---- 40°1_'__"N 9°4'__"E
- Nuraghe Badu Ottana ---- 40°9'__"N 9°3'__"E
- Nuraghe Imbilighe Mare ---- 40°9'50"N 9°1'27"E
- Nuraghe Oritti ---- 40°9'35"N 9°1'18"E
- Nuraghe Su Puddu ---- 40°10'47N 9°1'9"E
- Nuraghe Barbarighinos o Sos Pranos ---- 40°8'48"N 9°1'26"E
- Nuraghe Portoni ---- 40°8'29"N 9°1'51"E
- Nuraghe Sa Femmina ---- 40°10'__"N 9°0'__"E

I restanti 6 nuraghi:
- Nuraghe Palai
- Nuraghe Lochilo
- Nuraghe Bumbas
- Nuraghe Orocai
- Nuraghe Zibbas
- Nuraghe Andria Mula

## Società

### Evoluzione demografica
Abitanti censiti

### Etnie e minoranze straniere
Secondo i dati ISTAT, al 31 dicembre 2016 la popolazione straniera era di 52 persone, pari al 5.9% dei residenti.
Numero dei cittadini stranieri residenti divisi per continente di appartenenza:
- 27 Africa 51.92%
- 21 Europa 40.38%
- 4 Asia 7.69%

### Lingue e dialetti
La variante del sardo parlata a Olzai è il nuorese barbaricino.

## Cultura

### Feste e tradizioni popolari
- Festa di fine/inizio anno "Terra Ruvia" (31 dicembre/1º gennaio)
- Falò di Sant'Antonio Abate (16 gennaio)
- Festa di Sant'Anastasio (22 gennaio)
- Carnevale (giovedì, domenica, lunedì, martedì grasso, mercoledì delle Ceneri e Pentolaccia la domenica successiva)
- Festa dell'Angelo (2ª domenica di maggio)
- Festa di Sant'Isidoro (3ª domenica di maggio)
- Festa di San Giovanni Battista (24 giugno)
- Festa dei SS. Pietro e Paolo (29 giugno)
- Festa di Santa Barbara (26 agosto)
- Cortes Apertas (metà novembre)
- Sagra del fico d'india (ultimi giorni di settembre)

## Geografia antropica

### Rioni
- Serra 'e Contza
- Malamureddu
- Lolea
- Elisea
- Leppatzai
- Sorreddu
- S'Umbrosu
- Sant'Istasi
- Preda 'e Pistis
- Sant'Ignazio
- Murui
- Santa Suvia
- Santa Varvara
- Drovennoro
- Honca 'e Mussa
- Cambone
- Su Putzu
- Santu Juvanne
- Babbu 'e Ogozzi
- Gheddesai
- Sant'Antoni
- Sa Harrera
- Burusone
- Zihuri
- Su Nodu Mannu
- Sa hodina

## Amministrazione
| Periodo         | Periodo         | Primo cittadino        | Partito                          | Carica  | Note   |
| --------------- | --------------- | ---------------------- | -------------------------------- | ------- | ------ |
| 23 aprile 1995  | 16 aprile 2000  | Bachisio Antonio Porru | liste civiche di centro-sinistra | sindaco | [ 12 ] |
| 16 aprile 2000  | 9 maggio 2005   | Giovanni Moro          | lista civica                     | sindaco | [ 13 ] |
| 9 maggio 2005   | 31 maggio 2010  | Francesco Noli         | lista civica                     | sindaco | [ 14 ] |
| 31 maggio 2010  | 31 maggio 2015  | Antonio Ladu           | lista civica "Gulana"            | sindaco | [ 15 ] |
| 31 maggio 2015  | 26 ottobre 2020 | Ester Satta            | lista civica "S'arvessida"       | sindaco | [ 16 ] |
| 26 ottobre 2020 | in carica       | Maria Maddalena Agus   | lista civica "Ortzai in coro"    | sindaco | [ 17 ] |